# The Member of the Wedding

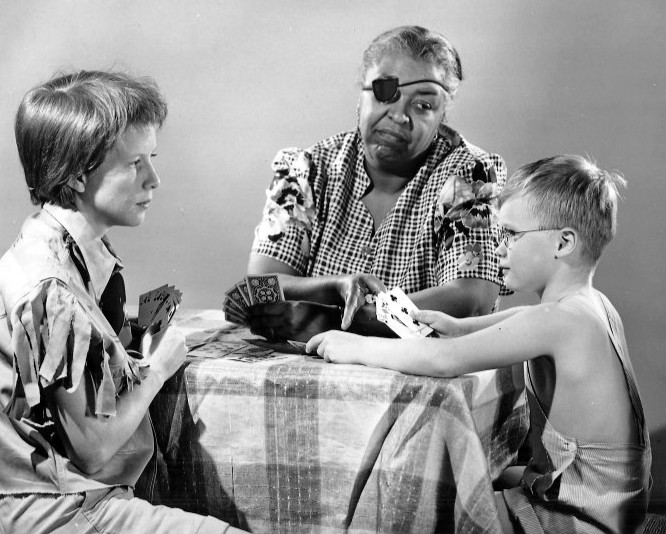
Julie Harris, Ethel Waters e Brandon De Wilde em cena da montagem teatral de The Member of the Wedding na Broadway.

The Member of the Wedding (br Cruel Desengano) é um filme norte-americano de 1952, do gênero drama, dirigido por Fred Zinnemann  e estrelado por Ethel Waters e Julie Harris.